# Maluma (cantante)
Maluma, pseudonimo di Juan Luis Londoño Arias (Medellín, 28 gennaio 1994), è un cantautore, personaggio televisivo e attore colombiano.
Vincitore di un Latin Grammy Award su nove nomination, ha venduto in tutto il mondo 18 milioni di copie tra singoli e album, affermandosi come uno degli artisti di maggior successo ed influenza della musica latinoamericana urban.
È diventato famoso nel suo paese natale nel 2011 con i singoli Farandulera e Obsesión, raccolti nell'album di debutto, Magia (2012). Nello stesso anno Maluma è stato candidato per il Latin Grammy Award come "Best New Artist". Grazie poi ai brani La Temperatura e Carnaval (2014) ottiene successo nel resto dell'America Latina, confermato dal secondo album in studio, Pretty Boy, Dirty Boy, che è entrato al primo posto nella classifica di album latini di Billboard, e da cui sono stati estratti Borró Cassette, El Perdedor e Sin contrato.
Negli anni successivi collabora con Ricky Martin, Yandel e nelle hit Chantaje e Clandestino di Shakira, che permettono all'artista di entrare nelle classifiche internazionali. Nel 2018 esce il terzo album, F.A.M.E., anticipato dai singoli El préstamo, Corazón e Felices los 4, grazie al quale ottiene il Latin Grammy Award nella categoria "Best Contemporary Pop Vocal Album". L'anno seguente, oltre a prendere parte al singolo Medellín, estratto dal quattordicesimo album di Madonna Madame X, viene pubblicato il suo quarto album dal titolo 11:11, anticipato dal singolo HP, ricevendo una candidatura ai Grammy Award 2020 come "Best Contemporary Pop Vocal Album".
Nel 2018 viene conferito a Maluma il "Extraordinary Evolution Award" ai Latin American Music Awards per il successo conseguito dall'inizio della sua carriera, e nel 2019 ASCAP gli assegna il premio "Songwriter of the Year" per i suoi contributi nella musica latino-americana.
Parallelamente alla musica, Maluma ha intrapreso una carriera televisiva come coach e giudice a The Voice in Messico e Colombia.

## Biografia
Juan Luis Londoño Arias è nato il 28 gennaio 1994 nella città colombiana di Medellín, figlio di Marlli Arias e Luis Londoño; ha una sorella maggiore di nome Manuela che ha studiato psicologia e filosofia.
Nella sua prima infanzia, era un appassionato di calcio, uno sport che ha praticato per otto anni di seguito. Ha ricoperto le divisioni inferiori nelle squadre Atlético Nacional e Equidad Club Deportivo. Ha giocato anche a pallavolo, ping pong e scacchi.
All'età di 15 anni ha composto con un parente una canzone dal titolo No quiero e un anno dopo Juan Parra, suo zio, gli ha offerto come regalo di compleanno di registrare una canzone in uno studio. Inizialmente, non aveva alcuna intenzione di concentrarsi sulla musica.
Il suo nome artistico Maluma, è una combinazione delle prime due lettere del nome di sua madre Marlli, il padre Luis e sua sorella Manuela. Secondo l'artista stesso: "è un omaggio a loro, perché li amo e sono il motore della mia carriera". Suo padre, all'inizio si oppose all'idea del cantante, sostenendo che Maluma aveva ormai dedicato molto tempo al calcio e anche perché voleva che fosse un calciatore di successo e non un cantante di reggaeton; alla fine ha sostenuto la sua decisione. Nel 2010, all'età di 16 anni, Maluma ha iniziato a ricevere lezioni di canto, e nell'ultimo anno di scuola superiore, ha deciso di lanciarsi definitivamente nel mondo della musica.

### 2010-13: Inizi della carriera
Maluma ha iniziato a lavorare come cuoco nel 2010, ma dopo che Farandulera divenne un successo radiofonico locale, Sony Music e la sua consociata etichetta Sony Music Colombia decisero di firmare con il cantante per registrare il suo primo album in studio. L'etichetta ha quindi lanciato il suo prossimo singolo, Loco.
Nel 2012, Maluma ha pubblicato il suo primo album in studio, intitolato Magia. Fu anche candidato per lo Shock Award 2012 come "miglior nuovo artista". Gli ultimi due singoli del suo album di debutto furono Primer Amor e Miss Independent; quest'ultimo è stato accompagnato da un video musicale, registrato a Medellín, che ha 35 milioni di visualizzazioni su YouTube.
Nel 2013, La Temperatura, cantato con il cantante portoricano Eli Palacios, è stato pubblicato come il primo singolo del suo mixtape, PB.DB The Mixtape; la canzone ha raggiunto il 7º posto nei grafici National-Report. Divenne anche il suo primo singolo ad entrare nelle classifiche americane; ha raggiunto 25º posto nella classifica Tropical Songs, e l'8º posto nella classifica Latin Pop Airplay, il 24º posto nella classifica Billboard Top Latin Songs e il 4º posto nella classifica Latin Rhythm Airplay.

### 2014-2017:The Voice Kidse il secondo album in studio

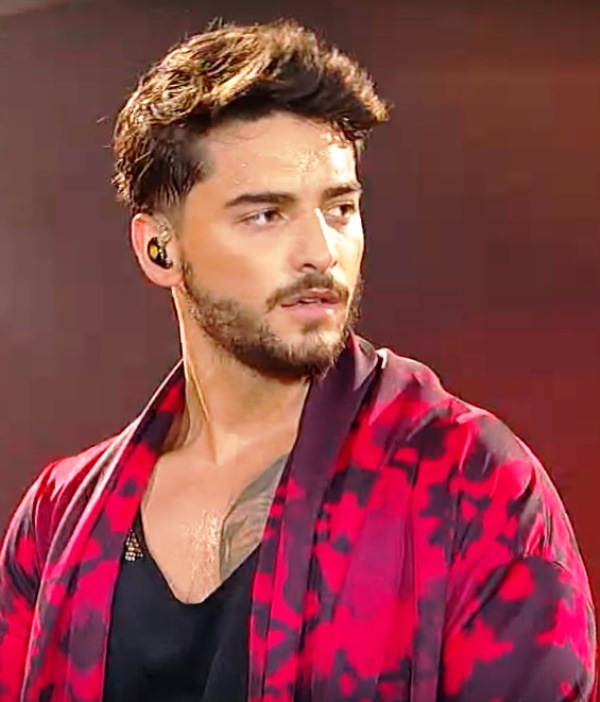
Maluma nel 2017

Nel 2014 ha pubblicato i video musicali per i singoli La Curiosidad, Carnaval e Addicted. Ha anche collaborato con il cantante Elvis Crespo, su Olé Brazil registrato per la Coppa del Mondo FIFA 2014. Il 16 luglio 2014, Maluma è apparso alla Premios Juventud 2014, dove ha interpretato La Temperatura. Lo stesso mese, il cantante è stato confermato come giudice di The Voice Kids trasmesso su Caracol Television, al fianco di Fanny Lú e Andrés Cepeda. Ad agosto, ha esordito come presentatore ai premi inaugurali del Kids' Choice Awards Colombia del 2014.
All'inizio del 2015, Maluma ha pubblicato il mixtape PB.DB The Mixtape, una raccolta di vari singoli.
Il suo secondo album Pretty Boy, Dirty Boy è stato pubblicato alla fine del 2015. I singoli Borró Cassette, El Perdedor e Sin Contrato sono entrati nella top 10 di Hot Latin Songs.
Nel 2016 ha collaborato con artisti come Thalía, Ricky Martin e Shakira ed ha intrapreso il The Pretty Boy, Dirty Boy World Tour nel maggio 2016. Nel dicembre 2016, Maluma ha partecipato al remix di Me Llamas della band colombiana Piso 21.
Nel 2017, il suo singolo di successo Felices los 4 è diventato il suo quinto top 5 nella classifica Hot Latin Songs. Alla fine dello stesso anno è stato confermato come artista e giurato per il Festival di Viña del Mar.

### 2018-in corso:F.A.M.E.,11:11, Papi Juancho
Nel marzo 2018, Maluma è stato scelto per interpretare la versione spagnola della canzone Colors, l'inno per il Campionato mondiale di calcio 2018 presentata da Coca-Cola. La canzone in inglese è stata invece eseguita dall'artista americano Jason Derulo.
Nello stesso anno pubblica un nuovo album, dal titolo F.A.M.E. e l'anno seguente 11:11.
Nell'aprile 2019 viene annunciata la collaborazione tra Maluma e Madonna dal titolo Medellín, per l'album di quest'ultima Madame X. I due artisti si sono esibiti insieme sulle note del brano durante i Billboard Music Awards 2019. Successivamente viene annunciato l'imminente debutto di Maluma come attore nel film Marry Me, in cui reciterà al fianco di Jennifer Lopez.
Fra 2019 e 2020 Maluma pubblica molti singoli fra collaborazioni e brani da solista, tra cui: Que Pena con J Balvin, Que Chimba e Feel The Beat con i Black Eyed Peas.Il 21 agosto 2020 viene pubblicato il suo quinto album Papi Juancho. Il 24 settembre 2020 pubblica i singoli Pa' Ti e Lonely, entrambi in collaborazione con Jennifer Lopez. Il 5 novembre 2020 pubblica il remix del brano “Hawaii” in collaborazione con The Weeknd che per l’occasione canta in spagnolo.
Nel febbraio 2022 pubblica insieme a Jennifer Lopez il singolo Marry Me (Kat & Bastian Duet), che sarà la colonna sonora dell'omonimo film Marry Me.

## Stile musicale e cultura di massa
Il suo stile musicale è stato influenzato dal cantante Justin Timberlake, che viene considerato da Maluma una delle sue grandi ispirazioni da giovane. È stato influenzato anche da Chris Brown, Jay Z, Daddy Yankee e Wisin & Yandel.
Maluma ha avuto una forte influenza sul pubblico latino: è l'artista latinoamericano con il maggior numero di seguaci su Instagram dopo Shakira.

## Vita privata
È fidanzato con Susana Gómez dal 2020, Il 20 ottobre 2023 annuncia ai fan che diventerà padre con il videoclip di Procura, mostrato durante il concerto a Washington DC.
Il 9 marzo 2024 è nata  la figlia, Paris Londoño Gómez, a cui ha dato il doppio cognome.

## Discografia

### Album in studio
- 2012 – Magia
- 2015 – Pretty Boy, Dirty Boy
- 2018 – F.A.M.E.
- 2019 – 11:11
- 2020 – Papi Juancho
- 2023 - Don Juan

## Filmografia

### Cinema
- Marry Me - Sposami (Marry Me), regia di Kat Coiro (2022)

### Doppiatore
- Mariano in Encanto

## Televisione
- La voz Kids Colombia (2014) – giudice
- Kids' Choice Awards Colombia (2014) – presentatore
- La Voz Kids México (2017) – coach
- La Voz Mexico (2017) – coach
- X (The Film) (2017) – documentario
- Lo que era, lo que soy, lo que seré (2019) – documentario

## Doppiatori italiani
Nelle versioni in italiano dei suoi film, Maluma è stato doppiato da:
- Andrea Mete in Marry Me - Sposami

Da doppiatore è stato sostituito da:
- Gianfranco Miranda in Encanto